# Brot de verola a Iugoslàvia del 1972
El brot de verola a Iugoslàvia del 1972 va ser l'últim brot de verola a Europa. Es va centrar a la PSA de Kosovo i Belgrad, Sèrbia; capital de la República Federal Socialista de Iugoslàvia. Un pelegrí musulmà havia contret el virus de la verola a l'Orient Mitjà. En tornar al seu domicili a Kosovo, va iniciar una epidèmia en la qual es van infectar 175 persones i van morir-ne 35. L'epidèmia es va contindre eficaçment mitjançant la quarantena forçada i la vacunació massiva. La pel·lícula de 1982 Variola Vera es basa en l'esdeveniment.

## Context
El 1972 la malaltia es considerava erradicada a Europa. La població de Iugoslàvia havia sigut vacunada regularment durant 50 anys, i l'últim cas es va informar el 1930. La principal causa de la lenta reacció inicial dels metges va ser la incapacitat per a reconèixer ràpidament la malaltia, que ja es considerava exòtica.
L'octubre del 1970, una família afganesa va anar de pelegrinatge des de l'Afganistan, on la verola era endèmica, a Mashad, a l'Iran, provocant una epidèmia de verola a l'Iran que es prolongaria fins al setembre de 1972. A finals de 1971, els pelegrins infectats per la verola havien portat la malaltia des de l'Iran a Síria i l'Iraq.

## Brot
A principis del 1972, un clergue musulmà albanès de Kosovo de 38 anys anomenat Ibrahim Hoti, de Damnjane, prop de Đakovica, Kosovo, va realitzar el Hajj. Va visitar llocs sagrats a l'Iraq, on es coneixien casos de verola. Va tornar a casa el 15 de febrer. El sendempa de matí va patir dolors i es trobava cansat, però ho va atribuir al llarg viatge en autobús. Hoti es va adonar que tenia una infecció, però, després de sentir febre durant un parell de dies i desenvolupar una erupció, es va recuperar, probablement perquè havia estat vacunat dos mesos abans. 
El 3 de març, Latif Mumdžić, un professor de trenta anys que acabava d'arribar a Đakovica per a anar a l'escola, va emmalaltir. No tenia contacte directe conegut amb Hoti. Podria haver sigut infectat per algun dels amics o familiars del clergue que el va visitar durant la malaltia, o simplement per creuar-se amb el clergue pel carrer. Quan Mumdžić va visitar el centre mèdic local dos dies després, els metges van intentar tractar la seua febre amb penicil·lina (la verola és un virus, per la qual cosa va ser ineficaç). El seu estat no va millorar i, al cap d'un parell de dies, el seu germà el va portar a l'hospital de Čačak, 150. km al nord a Sèrbia. Els metges d'allà no van poder ajudar-lo, així que va ser traslladat en ambulància a l'hospital central de Belgrad. El 9 de març, Mumdžić va ser mostrat als estudiants de medicina i al personal com un cas d'una reacció atípica a la penicil·lina, que era una explicació plausible de la seua condició. El sendemà, Mumdžić va patir un sagnat intern massiu i, tot i els esforços per salvar-li la vida, va morir aquella nit. La causa de la mort es va indicar com a "reacció a la penicil·lina". Però de fet, havia contret la verola negra, una forma molt contagiosa de verola. Abans de la seua mort, Mumdžić va infectar directament 38 persones (incloent-ne nou metges i infermeres), huit de les quals van morir. Pocs dies després de la mort de Mumdžić, van esclatar 140 casos de verola a la província de Kosovo. 

## Reacció

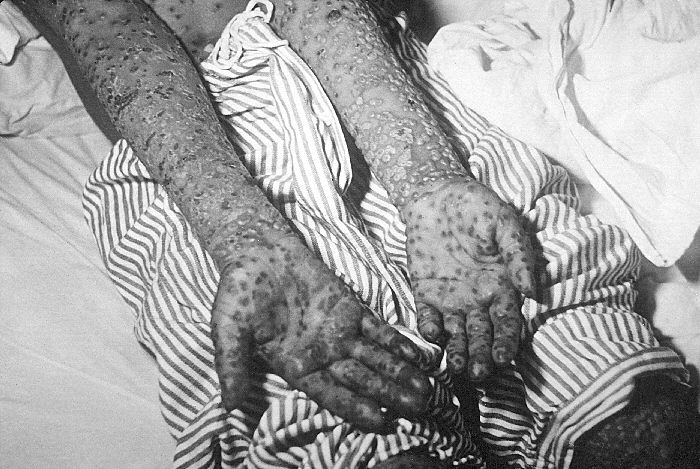
Pacient amb verola a Kosovo, Iugoslàvia, març i abril de 1972.

La reacció del govern va ser ràpida. Es va declarar la llei marcial el 16 de març. Les mesures van incloure cordons sanitaris de pobles i barris, talls de carreteres, prohibició de reunions públiques, tancament de fronteres i prohibició de tots els desplaçaments no essencials. Els hotels van ser requisats per a una quarantena en què 10.000 persones que podrien haver estat en contacte amb el virus van ser custodiades per l'exèrcit.
El germà de Mumdžić va desenvolupar una erupció de verola el 20 de març, cosa que va fer que les autoritats mèdiques s'adonaren que Mumdžić havia mort de verola. Les autoritats van emprendre una revacunació massiva de la població, ajudades per l'Organització Mundial de la Salut (OMS), "pràcticament tota la població iugoslava, 18 milions de persones, va ser vacunada". Els principals experts en verola van ser enviats per ajudar-los, inclosos Donald Henderson i Don Francis.
A mitjans de maig, el brot es va contindre i el país va tornar a la vida normal. Durant l'epidèmia, 175 persones van contraure la verola i 35 van morir.

## Llegat
El govern iugoslau va rebre elogis internacionals per la contenció exitosa de l'epidèmia, que va ser un dels millors moments per a Donald Henderson i l'OMS, així com un dels passos crucials en l'erradicació de la verola.
El 1982, el director serbi Goran Marković va fer la pel·lícula Variola Vera sobre un hospital en quarantena durant l'epidèmia. El 2002, la BBC va projectar un drama televisiu anomenat Smallpox 2002, que es va inspirar en part pels esdeveniments.